# Puszcza Miejska
Puszcza Miejska – wieś w Polsce położona w województwie kujawsko-pomorskim, w powiecie rypińskim, w gminie Rypin.
| SIMC    | Nazwa         | Rodzaj    |
| ------- | ------------- | --------- |
| 0869063 | Kamionka      | osada     |
| 0997909 | Polewizna     | część wsi |
| 0997915 | Puszcza Leśna | część wsi |

## Podział administracyjny
W latach 1975–1998 miejscowość administracyjnie należała do województwa włocławskiego.

## Demografia
Według Narodowego Spisu Powszechnego (III 2011 r.) liczyła 95 mieszkańców. Jest 25. co do wielkości miejscowością gminy Rypin.